# Recz (gromada)
Recz – dawna gromada, czyli najmniejsza jednostka podziału terytorialnego Polskiej Rzeczypospolitej Ludowej w latach 1954–1972.
Gromady, z gromadzkimi radami narodowymi (GRN) jako organami władzy najniższego stopnia na wsi, funkcjonowały od reformy reorganizującej administrację wiejską przeprowadzonej jesienią 1954 do momentu ich zniesienia z dniem 1 stycznia 1973, tym samym wypierając organizację gminną w latach 1954–1972.
Gromadę Recz z siedzibą GRN w mieście Reczu (nie wchodzącym w jej skład) utworzono – jako jedną z 8759 gromad na obszarze Polski – w powiecie choszczeńskim w woj. szczecińskim na mocy uchwały nr V/42/54 WRN w Szczecinie z dnia 5 października 1954. W skład jednostki weszły obszary dotychczasowych gromad Głębokie, Jarostowo, Lubieniów, Suliborek i Wielgoszcz (bez miejscowość Rościn) ze zniesionej gminy Żółwino oraz miejscowość Rajsko z miasta Recza w powiecie choszczeńskim, a także obszar dotychczasowej gromady Sulibórz ze zniesionej gminy Bytowo i obszar dotychczasowej gromady Rybaki ze zniesionej gminy Nosowo w powiecie stargardzkim w tymże województwie. Dla gromady ustalono 13 członków gromadzkiej rady narodowej.
1 stycznia 1969 do gromady Recz włączono miejscowości Bartodzieje, Kościelniki, Kręgi, Pomianka i Pomień ze zniesionej Pomień w tymże powiecie.
Gromada przetrwała do końca 1972 roku, czyli do kolejnej reformy gminnej. 1 stycznia 1973 w powiecie choszczeńskim utworzono gminę Recz.